# Elaphoglossum gerardianum
Elaphoglossum gerardianum là một loài dương xỉ trong họ Dryopteridaceae. Loài này được L.D. Gómez mô tả khoa học đầu tiên năm 1986.